# Fictieve boeken in de Harry Potter-boeken
Er worden meerdere boeken genoemd in de Harry Potter-boekenserie van de Britse schrijfster J.K. Rowling. Hiermee worden niet de boeken over Harry Potter of de Harry Potter-boekenserie zelf bedoeld. J.K. Rowling gebruikt fictionele boeken volop in de boeken om een rijk ingevulde, fictionele wereld te verkrijgen. De boeken hebben zowel de functie van leerboek (schoolboek) als leesstof voor de vrije tijd (amusement). Harry Potter en zijn vrienden verkrijgen veelal informatie uit boeken, niet in de laatste plaats voor hun opleiding aan Zweinstein, maar de personages lezen ook ter amusement, en de door Rowling bedachte boektitels zijn vaak in humoristische context te plaatsen. Ook geven ze een rijke, gedetailleerde omgeving en geschiedenis weer, waardoor de toverwereld geloofwaardiger of in ieder geval beter voor te stellen voor de lezer wordt.
Hermelien Griffel, een van de beste vrienden van Harry Potter, is een enorme boekenwurm, wat zij in het laatste deel ook toegeeft. Deze voorliefde voor boeken gaat waarschijnlijk, in ieder geval vanuit het oogpunt van Harry Potter en daarmee de lezer, gepaard met een honger naar kennis en een drang om de beste te zijn. De plaats waar Harry, Hermelien en hun beste vriend Ron Wemel meestal hun boeken halen is de bibliotheek van de toverschool Zweinstein. Deze bibliotheek bevat een groot aantal boeken over de meest uiteenlopende onderwerpen van de magische wereld, van geschiedenis tot aan zwarte magie. De boeken die niet ter inzage zijn voor alle leerlingen, maar slechts voor leerlingen in de latere leerjaren die een briefje ter bevestiging van hun docent mee gekregen hebben, staan op de zogenaamde Verboden Afdeling.
Drie fictionele boeken zijn door Rowling zelf uitgebracht, namelijk Zwerkbal Door de Eeuwen Heen, Fabeldieren en Waar Ze Te Vinden en de meest recente: De Vertelsels van Baker de Bard.

## Geschiedenis
Geschiedenis van de toverkunsten
- Een Bloemlezing van Achttiende-eeuwse Bezweringen[1]
- Middeleeuwse Toverkunst Nader Verklaard[1]

Historische personages in de magische wereld
- Mijn Betoverende Ik door Gladianus Smalhart[2]
- Grote Tovenaars van de Twintigste Eeuw[3]
- Edele Geslachten: Een overzicht van Alle Tovenaarsfamilies[4](ook vertaald als Edele Geslachten. Een overzicht van Alle Tovenaarsfamilies[5])
- Opmerkelijke Magiërs van ons Tijdsgewricht[3]
- De Opkomst en Ondergang van de Zwarte Kunst
- Het leven en de leugens van Albus Perkamentus door Rita Pulpers[6]
- Armando Wafelaar: Meester of Minkukel? door Rita Pulpers[6]
- Snape: Scoundrel or Saint?[7] door Rita Pulpers
- Biografie van Ulric het Warhoofd Door Radolphus Pinkelman
- Een biografie (titel onbekend) over Harry Potter door Rita Pulpers. Voor een kwart waarheid en driekwart onzin, volgens Joanne Rowling.

Dingen, plaatsen en gebeurtenissen in de geschiedenis van de magische wereld
- Een Beknopte Beschrijving van Zweinstein, door Chroniclus Punnet[8]
- Historische Toverplaatsen[9]
- Grote Magische Gebeurtenissen van de Twintigste Eeuw
- Moderne Magische Geschiedenis

Diversen
- Klassenoudsten aan de Top

## Schoolboeken voor Zweinstein
Bezweringen
- Het Standaard Spreukenboek (Niveau 1, 2, 3, 4, 5, 6 en waarschijnlijk 7) door Miranda Wiggelaar[10]
- Theoretische Grondslagen der Magie door Adalbert Zwatel[10]
- Mijlstenen op de Weg der Bezweringen[11]
- Kwintessens: Een Queeste[12]

Geschiedenis van de Toverkunst
- De Geschiedenis van de Toverkunst door Mathilda Belladonna[10]

Kruidenkunde
- Het Grote Vleesetende Bomenboek[13]

Leer der Oude Runen
- Magische Hiërogliefen en Logogrammen[14]
- Spelmans Complete Catalogus der Syllaben[14]
- Oude Runen: Vertalen voor Gevorderden[15]

Toverdranken
- Duizend Magische Kruiden en Paddenstoelen door Philippa Zwam[10]
- Magische Brouwsels en Drankjes door Arsenius Grein[10]
- Toverdranken voor Gevorderden door Libatius Bernage[16]

Transfiguratie
- Gedaanteverandering: een Boek voor Beginners door Emeric Morfo[10] (ook vertaald als Transfiguratie voor Beginners[2])
- Gedaanteverwisselingen voor Gevorderden[17]
- Gedaanteverwisseling voor gevorderden[18]

Verweer tegen de Zwarte Kunsten
- De Zwarte Kunsten: Een Handboek voor Zelfbescherming door Quinten Tondel[10]
- In het Aangezicht van het Gezichtsloze[16]
- Magische Verdedigingstheorie door Wilbert Lepelaar[19]

Werken van Gladianus Smalhart
- Zwerven met Zombies[2]
- Gekuier met Geesten[2]
- Flaneren met Feeksen[2]
- Tripjes met Trollen[2]
- Vakanties met Vampiers[2]
- Wandelingen met Weerwolven[2]
- Een Jaar met de Yeti[2]

Verzorging van Fabeldieren
- Fabeldieren en Waar Ze Te Vinden door Newt Scamander[10]
- Het Monsterlijke Monsterboek[17]

Voorspellend rekenen
- Numerologie en Grammatica[20]

Waarzeggerij
- Ontwasem de Toekomst door Cassandra Vablatsky[17]
- Het Droomorakel door Inigo Imago[21]

## Magische Wezens
Draken
- Mannen die Te Veel van Draken Houden[18]
- Drakenfokken als Broodwinning en Tijdverdrijf[22]
- De Draken van Groot-Brittannië en Ierland[22]
- Van Ei tot Inferno: Een Praktisch Handboek voor Drakenfokkers[22]

Andere Magische Wezens
- Duistere Dieren uit de Diepzee[1]
- Bloedbroeders: Mijn Leven Tussen de Vampiers, door Elias Mier[12]
- De Psyche van de Hippogrief[23]
- Fabel- of roofdier: een studie van de wandaden der hippogrief[23]
- Waarom ik niet insliep toen de Augurei riep (Citrus Pers, 1824) door Zebedeüs Pieper
- Harige snuit, menselijk hart (Uitgeverij De Leesuil, 1975) door een anonieme Weerwolf

## Magie
Magisch koken en huishouden
- Zelf Kaasmaken zonder Heksentoeren[24]
- Betoverende Baksels[24]
- Gladianus Smalharts Grote Ongediertegids[24]
- Tover in een Tel een Traktatie op Tafel[24]

Zwarte Kunsten
- Magie op haar Gruwzaamst[25]
- Geheimen van de Zwartste Kunsten[26]

Verweer tegen de Zwarte Kunsten
- Een Bloemlezing van Veelgebruikte Vervloekingen en Hun Tegenvloeken[27]
- De Zwarte Kunsten Te Slim Af[27]
- Spreukgebruik uit Noodweer[27]
- Vloeken voor Vervloekten[27]
- Praktische Verdedigingsmagie als Wapen Tegen de Zwarte Kunsten[28] (boekenserie)
- De Opkomst en Ondergang van de Zwarte Kunst[29]
- Vervloekingen en Tegenvervloekingen (Betover uw Vrienden en Verwar uw Vijanden met de Nieuwste Wraaknemingen: Haaruitval, Knikknieën, Stotterstuipen en nog veel, veel meer) door Veninus Viridiaan[10]

Waarzeggerij
- Voorspel het Onvoorspelbare: Bescherm Uzelf tegen Vervelende Verrassingen[17]
- Klodders in het Koffiedik - Als uw Toekomst Tegenvalt[17]
- Sterfsignalen - Wat te Doen Als Uw Dagen Geteld Zijn[17]

Magische verpleging
- Veel Voorkomende Magische Kwalen en Kwellingen[30]
- Helen Doe Je Zo[31]

Magische hoe-te
- Typische Tantaliserende Toverproblemen en hun Oplossingen[1]
- Waar een Wil Is, Is een Spreuk[1]

Andere magie
- Het Onzichtbare Onzichtbaarheidsboek[17]
- Europa: Een Analyse van het Magische Onderwijs[29]
- Belangrijke Moderne Magische Ontdekkingen[3]
- Wordt U Bewust Van Uw Onvermoede Krachten En Doe Er Iets Mee Nu U Weet Dat U Ze Heeft[1]
- Een Overzicht van Recente Ontwikkelingen in de Toverkunst[3]

Toverdranken
- De Vreeschwekkendste Toverdranken[32]
- Taiwanese Tegengiffen[33]

Transfiguratie
- Hedendaagse Gedaanteverwisselingen[34]
- Theorieën van Transsubstantiële Transifguratie[35]

Kruidenkunde
- Magische Mediterrane Waterplanten en hun Eigenschappen[36]
- Encyclopedie der Giftige Paddenstoelen[2]

Voorspellend rekenen
- Nieuwe Theorie der Getalsymboliek[28]

Spreukenboeken
- Simpele Spreuken voor Momenten van Haast en Heethoofdigheid: scalperen in een wip[18]
- Oude en Vergeten Spreuken en Bezweringen[1]
- Halsbrekende Heksentoeren voor Doldwaze Duivelskunstenaars[1]
- Slimme Magie voor Magische Slimmerds[1]

## Boeken over Dreuzels
- De Avonturen van Martin Mummels, de Dolle Dreuzel (stripverhaal)[24]
- Gezinsleven en Gewoonten der Britse Dreuzels door Wilhelm Wikenweeg[37]
- De Filosofie van het Alledaagse: Waarom Dreuzels Liever Onwetend Zijn door Mordicus T. Gen
- Dreuzels die Opletten door Quirinus Bulck

## Sport en spel
Zwerkbal
- Zwerkbal Voor Beginners[38]
- De lucht in met de Cannons
- De Bezemkampioen[39]
- Zwerkbal Door de Eeuwen Heen door Kennilworthy Whisp[26]
- Zwerkbalteams van Europa[40]
- De Drijversbijbel door Brutus Schobbejak[35]
- De Wonderbaarlijke Wigtown Wanderers door Kennilworthy Whisp[35]
- Hij Vloog als een Gek door Kennilworthy Whisp. Een bibliografie van 'Doldwaze' Dai Llewllyn.[35]
- De Beukers te slim af - een Studie van Defensieve Zwerkbaltaktieken door Kennilworthy Whisp[35]
- Handboek voor Bezemonderhoud[41]
- Zwerkbalteams van Groot-Brittannië en Ierland[42]

## Andere boeken
- Twaalf Feilloze Manieren om Heksen te Versieren[43]
- Sonnetten van een Tovenaar[44]
- De Vertelsels van Baker de Bard[43]
- Dagboek van Marten Vilijn
- Wie ben ik? door Gladianus Smalhart
- Oude Runen Eenvoudig Verklaard[45]